# Hristina Kalčeva
Hristina Kalčeva (bolgarsko Христина Калчева), bolgarska atletinja, * 29. maj 1977, Aleksin, Sovjetska zveza.
Nastopila je na poletnih olimpijskih igrah leta 2000 v skoku v višino in obstala v kvalifikacijah brez rezultata. Na  svetovnih dvoranskih prvenstvih je osvojila naslov prvakinje leta 1999.